# Yanna Hadatty
Yanna Hadatty Mora (sinh ra ở Guayaquil, 1969) là một nhà văn và nhà tiểu luận truyện ngắn người Ecuador.

## Tiểu sử
Haddatty đã sống ở Mexico từ năm 1992, nơi cô hoàn thành giáo dục đại học và làm giáo sư. Cô lấy bằng tiến sĩ Văn học người Mỹ gốc Á tại Đại học tự trị Mexico (UNAM), nơi sau đó cô làm giáo sư và nhà nghiên cứu về văn học đương đại. Cô cũng giảng dạy tại Đại học Cloister Sor Juana và tại UAM Xochimilco.

## Tư cách thành viên
Cô là một thành viên đầy đủ của Nhà văn hóa Ecuador và Thư ký điều hành của Hiệp hội những người gốc Ecuador ở Mexico.
Cô là thành viên của Hệ thống các nhà nghiên cứu quốc gia Mexico từ năm 2005.

## Công trình

### Truyện ngắn
- Quehaceres postergados (Guayaquil, 1998)

### Tiểu luận
- Autofagia y narración (Madrid: Iberoamericana, 2003)
- La cikish paroxista (México: UNAM, 2009)

### Hợp tuyển
Các tác phẩm của cô đã được đưa vào các tuyển tập sau
- El libro de los abuelos (Guayaquil, 1990)
- Cuento contigo (Guayaquil, 1993)
- Antología de narradoras ecuatorianas (Quito, 1997)
- 40 cuentos ecuatorianos (Guayaquil, 1997)
- Antología básica del cuento ecuatoriano (Quito, 1998)
- Nó e os outros. Histórias de Diferentes Cultura (São Paulo, 2000)